# Songs from an American Movie Vol. Two: Good Time for a Bad Attitude
Songs from an American Movie Vol. Two: Good Time for a Bad Attitude — пятый студийный альбом американской рок-группы Everclear, выпущенный 21 ноября 2000 года на лейбле Capitol Records. Они записали Vol. One и Vol. Two в одном и том же году и выпустили их с разницей в несколько месяцев. Оба альбома представляют собой свободные концептуальные альбомы, вдохновлённые вторым разводом Арта Алексакиса. Первый альбом более попсовый и мелодичный, второй — более злой, с более панковским/хард-роковым звучанием. В лирике альбома больше внимания уделяется разрушению отношений.
Альбом дебютировал на 66 месте в чартах Billboard, что стало разочарованием по сравнению с дебютом Vol. One в первой десятке (№ 9). Кроме того, альбом не был сертифицирован RIAA, в то время как Vol. One был сертифицирован как платиновый. Однако Vol. Two был сертифицирован как золотой в Канаде в феврале 2001 года. Ни один из синглов не получил значительного эфира на радио или MTV.
Треки «When It All Goes Wrong Again», «Out of My Depth» и «Rock Star» были выпущены в качестве синглов этого альбома. Песня «When It All Goes Wrong Again» вошла в саундтрек к фильму 2001 года «Опасная правда» с Райаном Филлиппом в главной роли, а «Rock Star» — в саундтрек к фильму 2001 года «Рок-звезда» с Марком Уолбергом в главной роли.
Песня «Rock Star» была использована в эпизоде ситкома «Ned’s Declassified School Survival Guide» в 2006 году.

## Отзывы
| Совокупная оценка             | Совокупная оценка |
| Источник                      | Оценка            |
| ----------------------------- | ----------------- |
| Metacritic                    | 65/100            |
| Оценки критиков               |                   |
| Источник                      | Оценка            |
| AllMusic                      | [ 8 ]             |
| Drowned in Sound              | 2/10              |
| Encyclopedia of Popular Music | [ 10 ]            |
| Entertainment Weekly          | B+                |
| NME                           | 5/10              |
| Q                             | [ 7 ]             |
| Rolling Stone                 | [ 13 ]            |
| Spin                          | 1/10              |
| Wall of Sound                 | 77/100            |
| Yahoo! Music UK               | [ 16 ]            |

Альбом получил в основном положительную реакцию критиков.
Стивен Томас Эрлевайн из Allmusic поставил оценку 3 из 5 звёзд и сказал: «Everclear разделили свой двойной альбом на две разные пластинки, выделив более попсовые песни (тематически — песни об ухаживаниях) на первый альбом, оставив Songs From an American Movie, Vol. 2: Good Time for a Bad Attitude в качестве хард-роковой пластинки (тематически — песни о разводе, или, как выразился Арт Алексакис, „Когда все снова идёт не так“). Возможно, это немного сконцентрировало их таланты, но в результате получились две довольно динамичные, эффективные пластинки — альбомы, связь между которыми становится очевидной только при внимательном прослушивании, что является комплиментом. Если Good Time немного уступает своему предшественнику, то это потому, что он не так разнообразен в звуковом плане, как Vol. 1, хотя он все ещё довольно запоминающийся. И это замечательно, когда Everclear становятся старше своих сверстников — они не только имеют больший музыкальный охват, но и являются более сильными мастерами, не боятся давать своим большим риффам большие мелодии и хорошо выстраивают темп записи, даже если она оказывается тяжёлой для хард-рокеров. Да, иногда они кажутся немного не в своей тарелке, … но это все равно более сильная пост-гранжевая пластинка, чем большинство других, с тяжёлым роком, прекрасным исполнением песен и текстами. Если Алексакис иногда и впадает в непреднамеренное женоненавистничество, он уравновешивает это острым остроумием и тёплой человечностью, а также прекрасными риффами и мелодиями».
Роб Шеффилд из Rolling Stone отметил, что «Арт Алексакис из Everclear, возможно, слишком растянул себя, разделив свой концептуальный альбом на две разные пластинки, но его авторский дар остаётся таким же острым, как и прежде. Первый том был слишком лёгким и причудливым, чтобы иметь большую силу, но негатив на втором томе делает его намного лучше, потому что плохое настроение — это то, что этот парень понимает. Несмотря на слишком кашеобразное исполнение, гитары горят честным смятением, особенно в ошеломлённой любовной балладе „The Good Witch of the North“. …Алексакис избавился от глюка больших заявлений, потому что когда он придерживается своих небольших популистских рассказов, он по-прежнему мастер».

## Список композиций
- Все песни написаны Артом Алексакисом, Крейгом Монтойей и Грегом Эклундом.

| №   | Название                             | Длительность |
| --- | ------------------------------------ | ------------ |
| 1.  | «When It All Goes Wrong Again»       | 3:48         |
| 2.  | «Slide»                              | 3:48         |
| 3.  | «Babytalk»                           | 3:02         |
| 4.  | «Rock Star»                          | 3:29         |
| 5.  | «Short Blonde Hair»                  | 3:24         |
| 6.  | «Misery Whip»                        | 4:20         |
| 7.  | «Out of My Depth»                    | 4:32         |
| 8.  | «The Good Witch of the North»        | 2:39         |
| 9.  | «Halloween Americana»                | 3:19         |
| 10. | «All Fucked Up»                      | 3:20         |
| 11. | «Overwhelming»                       | 4:03         |
| 12. | «Song from an American Movie, Pt. 2» | 4:52         |